# Fresneña
Fresneña település Spanyolországban, Burgos tartományban. Fresneña Bascuñana, Belorado, Redecilla del Campo és Viloria de Rioja községekkel határos. Lakosainak száma 66 fő (2024).

## Népesség
A település népessége az utóbbi években az alábbiak szerint változott:
| Lakosok száma | 114  | 105  | 111  | 107  | 101  | 86   | 81   | 68   | 69   | 66   |
|               | 2001 | 2004 | 2006 | 2009 | 2011 | 2014 | 2016 | 2019 | 2021 | 2024 |